# زرداختر مکزیکی
زرداختر مکزیکی (نام علمی: Hypoxis mexicana) نام یک گونه از سرده زرداختر است.